# Листна жаба на Карабая
Листните жаби на Карабая (Pristimantis ockendeni) са вид земноводни от семейство Strabomantidae.
Срещат се в западните части на Амазония в Южна Америка.
Таксонът е описан за пръв път от белгийско-британския зоолог Жорж Албер Буланже през 1912 година.